# 丘堆
丘 堆（きゅう たい、生年不詳 - 428年）は、中国の北魏の軍人。本貫は代郡。

## 経歴
明元帝が即位すると、帝の側近として仕え、散騎常侍に進んだ。叔孫建らとともに山胡を討った。劉裕が北伐してくると、丘堆は叔孫建とともに河内から枋頭に出て防備を固めた。後秦が滅ぶと、丘堆は并州に駐屯した。夏の赫連勃勃が侵攻してくると、丘堆は游撃将軍王洛生とともに迎え撃って撃退した。功績により侯に進んだ。422年（泰常7年）、丘堆は太尉の穆観らとともに右弼となった。423年（泰常8年）、太武帝が即位すると、爵位は臨淮公に進み、鎮西将軍の位を加えられ、太僕に転じた。
427年（始光4年）、太武帝が夏の赫連昌を討つと、丘堆は常山王拓跋素とともに歩兵3万人を率いて後詰めとなった。赫連昌が敗れて南に逃亡すると、丘堆は娥清とともに5000騎を率いて関右の地を攻め、弐城を落とした。428年（神䴥元年）、宜城王奚斤と合流して平昌を攻撃した。軍の糧食に乏しくなってきたため、丘堆は義兵将軍の封礼とともに民間で徴発をおこない、その兵士らが暴行掠奪をはたらいた挙げ句、赫連昌の襲撃を受けて敗戦した。丘堆は数百騎になって安定城に帰還した。奚斤が赫連定を追撃し、丘堆は安定にとどまって輜重を守った。奚斤が赫連定に捕らえられると、丘堆は軍資を捨てて長安に逃亡し、さらに高涼王拓跋礼とともに蒲坂に逃亡したため、長安を失陥した。太武帝は激怒して、西平公安頡を派遣して丘堆を斬らせた。

## 子女
- 丘跋（淮陵侯・安遠将軍）
- 丘麟（瑕丘鎮将・仮平南将軍・東海公、東兗州刺史）

## 伝記資料
- 『魏書』巻30 列伝第18
- 『北史』巻25 列伝第13